# Зелений Ліхтар
Зелений Ліхтар (англ. Green Lantern) — назва великої кількості персонажів DC Universe, які з'являлись в коміксах DC. Перший Ліхтар — Алан Скотт, був створений автором Біллом Фінгером і художником Мартіном Ноделлом в «All-American Comics #16» (липень 1940).
Кожен Зелений Ліхтар володіє кільцем сили, що дає йому величезний контроль над фізичним світом, поки у володаря достатньо сили волі щоб використовувати його. Воно буквально перетворює думки в фізичну форму. Хоча кільце Зеленого Ліхтаря Золотого століття — Алана Скотта, живила магія, кільця що носяться усіма подальшими ліхтарями, були технологічним створенням Вартових Всесвіту, які дарували такі кільця гідним кандидатам. Вони утворюють міжгалактичну поліцію, відому як Корпус Зелених Ліхтарів.
Присяга
« In brightest day, in blackest night, 
No evil shall escape my sight.
Let those who worship evil's might, Beware my power ... Green Lantern's light! »
«Ні в ясних днях, ні в темряві ночей,
Злу не сховатися від моїх очей.
Хто перед злими силами голову схиля, Страшіться моєї сили...Світла Зеленого Ліхтаря!»

## Відомі Персонажі
- Алан Скот
- Гел Джордан
- Джон Стюарт
- Каєл Райнер